# John Gibson (ishockeymålvakt)
John Gibson, född 14 juli 1993, är en amerikansk professionell ishockeymålvakt som spelar för Anaheim Ducks i NHL.
Han draftades i andra rundan i 2011 års draft av Anaheim Ducks som 39:e spelare totalt.